# Пятницкая церковь (Тобольск)
Храм в честь Сретения Господня (Церковь Параскевы Пятницы) — памятник архитектуры (бывший православный храм) в городе Тобольске.
Деревянная церковь Параскевы Пятницы на Нижнем посаде была построена на рубеже XVII и XVIII вв. Каменный храм был заложен 5 августа 1754 года. В 1770 году был освящен.
В 1930-е годы был уничтожен купол храма, ярус звона колокольни, северный придел, церковная ограда. Над вторым ярусом устроены перекрытия.